# NGC 6817
NGC 6817 é uma galáxia espiral na direção da constelação de Draco. O objeto foi descoberto pelo astrônomo Lewis Swift em 1885, usando um telescópio refrator com abertura de 16 polegadas. Devido a sua moderada magnitude aparente (+15), é visível apenas com telescópios amadores ou com equipamentos superiores.